# Titusville, Pennsylvania
Titusville är en stad (city) i Crawford County i Pennsylvania. Vid 2010 års folkräkning hade Titusville 5 601 invånare.
Edwin L. Drake hittade olja på 22 meters djup i Titusville den 27 augusti 1859 i den första kommersiellt borrade oljekällan i världen. Fyndet hade stora konsekvenser för oljeindustrin i USA och i hela världen.

## Kända personer från Titusville
- Michael C. Kerr, politiker
- John E. Peterson, politiker